# Svahilština (hudba)
Svahilština je jazyk používaný ve východní Africe. V Česku mezi hudebníky pojem svahilština označuje způsob zpěvu, při kterém se namísto textu používají pouze rytmické slabiky a jazykové výmysly, které do jisté míry připomínají angličtinu. Velmi často se používá při hudební improvizaci, jam session, nebo v případě, že definitivní text písničky ještě neexistuje.
Někdy se vyskytuje i „svahilština“, která připomíná jiné jazyky. Třeba němčinu, francouzštinu, ale i romštinu nebo ruštinu. Čím větší znalosti daného jazyka interpret má, tím obtížnější je pro něj „svahilštinu“ vytvořit[zdroj?]. Proto se česká „svahilština“ téměř nevyskytuje (příkladem by mohla být kvůli cenzuře předělaná verze písně Dialog s vesmírem skupiny Progres 2).
Česká skupina Pražský výběr je známá tím, že na začátku 80. let 20. století měla texty téměř všech skladeb z repertoáru ve svahilštině. Později se textů ujal František Ringo Čech a kapela začala hrát ty samé písně, ale s českými texty.